# Cefteram
Cefteram (INN) là một loại kháng sinh cephalosporin thế hệ thứ ba.